# Ari Hoenig
Ari Hoenig (né le 13 novembre 1973 à Philadelphie, dans l'État de Pennsylvanie), est un batteur de jazz, compositeur et professeur connu pour son approche originale et intense de la batterie. Il est le leader de plusieurs groupes avec lesquels il se produit régulièrement dans les clubs de New York, comme le 55bar ou The Blue Note. Il a enregistré plusieurs disques et se produit souvent avec le pianiste français Jean-Michel Pilc résidant à Montréal.

## Discographie comme leader
- Jazzheads: Avant Wot Not (1999)
- Time Travels (2000)
- The Life of a Day (2002)
- The Painter (2004)
- Kinectic Hues (2005) (DVD Video)
- Inversations (2006)
- Bert's Playground (2008)
- Punkbop: Live At Smalls (2010)
- Lines of Oppression (2011)
- The Pauper & The Magician (2016)